# Linde Hermans

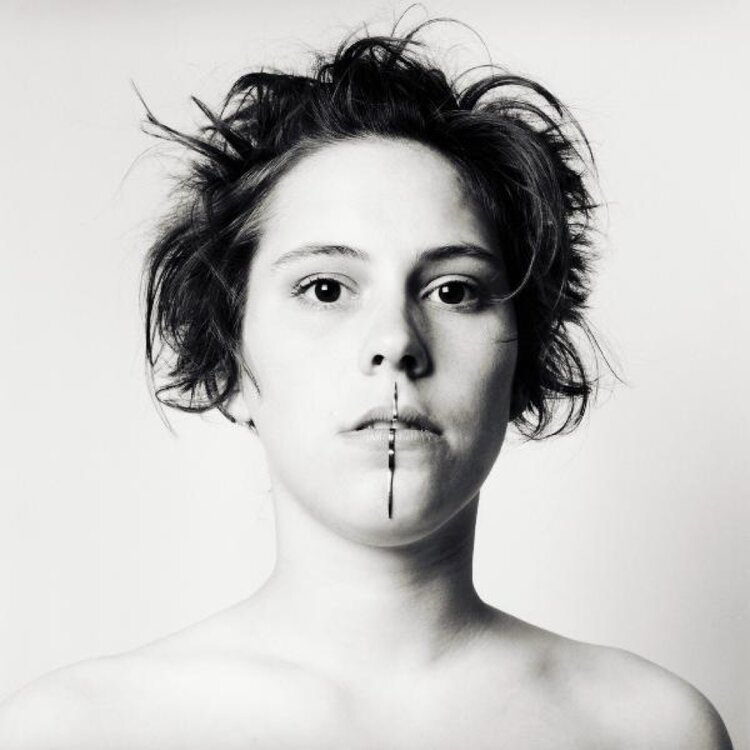
Linde Hermans, Sois belle et tais-toi, eindexamen, 1997 Foto: Véronique Janssen

Linde Hermans (Hasselt, 11 juni 1974) is een Belgische ontwerper met een ontwerpstudio in Houthalen (Limburg, Vlaanderen). Hermans is als productontwerper actief, en hiernaast geeft ze zowel textiel, accessoires, schoenen, tentoonstellingen als (straat)meubilair vorm.

## Studies en loopbaan
Hermans studeerde in 1997 af als product designer aan de Media & Design Academie binnen de Katholieke Hogeschool Limburg. Tijdens haar opleiding liep ze stage bij Li Edelkoort in Parijs, Jorge Pensi in Barcelona en in de studio van Piet Stockmans. Ze werkt als zelfstandig ontwerper sinds 1998 en lanceerde in 2007 haar eigen label Rode Schoentjes. In 2007 won ze de Henry van de Velde Award voor Jong Talent die uitgereikt wordt door Design Vlaanderen. In 2011 vervoegde Noortje de la Haye, interieurarchitecte en grafisch ontwerpster de studio. Hermans is lid van het Limburgse ontwerperscollectief Het Labo. Linde Hermans is getrouwd met Daniel Thijs en moeder van 3 zonen.

## Werk
Linde Hermans kan gelden als "een van de boegbeelden van Limburgs design" en heeft een oeuvre dat gaat van juwelen, servies en handtassen, tot meubels en installaties in de openbare ruimte en de scenografie voor tentoonstellingen. 
“Ik heb nooit de behoefte gehad om me in één domein te specialiseren. Die diversiteit aan opdrachten, dat heb ik nodig.” – Linde Hermans
 In haar werk maakt Hermans gebruik van herkenbare symbolen en verhalen. Ze hanteert een pure vormentaal die volgens critici tijdloosheid en kwaliteit uitstraalt. Ze werkt aan verschillende opdrachten voor zowel bedrijven als organisaties zoals bijvoorbeeld Studio Pieter Stockmans (porselein), Wolters-Mabeg (straatmeubilair), Indera (meubels), stad Genk (O-parade, Vollebak Vennestraat ism Het Labo) en de Belgische schoenenfabrikant Ambiorix waarvoor ze verschillende handtassen ontwierp.    
Met haar eigen label Rode schoentjes, wil ze een alternatief bieden voor massaproductie door te werken met natuurlijke materialen of bestaande producten, met een ambachtelijk karakter, kleine oplage en de eenheid tussen functionaliteit en esthetiek. In de naam van het label is meteen een van haar grote inspiratiebronnen terug te vinden: sprookjes en poëzie, maar ook het plezier van het zélf schoenen ontwerpen en maken.  

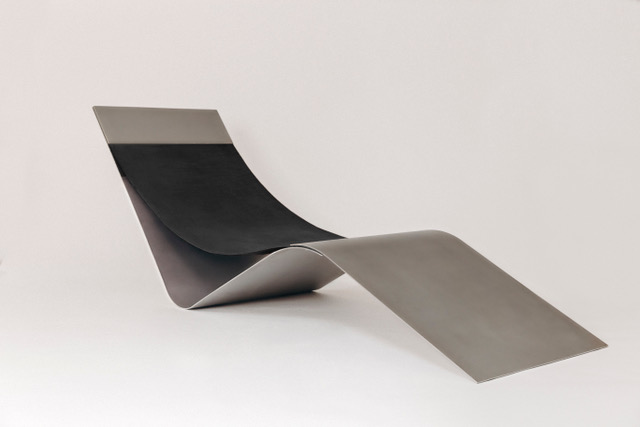
Chaise Longue van Linde Hermans Foto: Selma Gurbuz

## Geselecteerde werken
- Chaise Longue, won de eerste prijs in de Mechelse ontwerpwedstrijd De Stoel in 2000[5]
- Scenografie voor Oude gevangenis van Tongeren, in opdracht van het Gallo-Romeins Museum dat hier tijdelijk in huisvestte tijdens de verbouwingswerken in 2006
- Straatmeubilair Lounger S voor Wolters Mabeg in 2007
- Bank voor het STAM in Gent in 2010[10]
- Scenografie ‘17 tons’ bij Manifesta 9 in de oude mijngebouwen van Waterschei in Genk in 2012
- Speelschuur in Bokrijk in samenwerking met De Gouden Liniaal 2016[11]
- MAX, de eerste handtas van het Belgische schoenenmerk Ambiorix in 2016[12]

## Prijzen en onderscheidingen
- Provinciale Prijs Commissie Kunstambachten 1997 (Limburg)
- De Stoel Mechelen, Chaise longue 2000 (Antwerpen)
- Henry van de Velde Young Talent Award 2007 (Vlaanderen)
- Henry van de Velde Collaborative Award, project TEK STIEL 2020 (Vlaanderen), een sociaal-artistiek project van de stad Genk waarbij een multiculturele groep vrouwen samen kennis en ambacht uitwisselen.[13]

## Tentoonstellingen
- Interieur Kortrijk: oktober– hanglamp Libelle, B 1996.
- Toegepast 3, PCBK Hasselt B 1997.
- Interieur Kortrijk: juwelen (eindwerk), B 1998.
- Interieur Kortrijk – met chaise longue, kruk, stoel, B 2000.
- De Stoel Mechelen, eerste prijs behaald met Chaise Longue, B 2000.
- NewFairyTales the young designers fair, gelijklopend met Interieur Kortrijk, B 2002.
- 100 jaar - 100 stoelen, DESIGN MUSEUM GENT, i.s.m. VITRA DESIGN MUSEUM B. 2002.
- Toegepast 8, Z33 Hasselt B 2003.
- Toegepast 9, Z33 Hasselt B 2004.
- Living in motion in Z33, BEGIJNHOF Hasselt, B 2004.
- Interieur Kortrijk 04 met Jigsaw voor VLAEMSCH( ), B 2004.
- Label-design.be, design in Belgium after 2000, GRAND-HORNU IMAGES, Hornu, B 2005.
- (im)perfect by design KONINKLIJKE MUSEA VOOR KUNST EN GESCHIEDENIS, Brussel, B 2005.
- The white hotel, Brussel, Belgian Designers rooms, Jigsaw voor VLAEMSCH (), B 2006.
- Toegepast 11 Z33, Hasselt, B, “De rode schoentjes” B 2006.
- Beauty, Singular - Plural, Brussel, KONINKLIJKE MUSEA VOOR KUNST EN GESCHIEDENIS B 2007.
- CrossoverCrossroad, Hasselt, ontwerp van een zebrapad B 2007.
- Verpakt DESIGN VLAANDEREN, Brussel, part of collection RODE SCHOENTJES B 2007.
- Inside Design Amsterdam, apron Tableau Vivant, NL 2007.
- Henry Van de Velde prijzen DESIGN VLAANDEREN, B 2007.
- Je suis dada/Between dream and reality Turijn, Italië, WORLD DESIGN CAPITAL IT 2008.
- Henry Van De Velde Prijzen, Brussel, DESIGN VLAANDEREN B 2008.
- Speeltijd van RASA – reizende tentoonstelling (Vlaanderen) voor kinderen van 5 tot 9 jaar, B 2009.
- Je suis dada/Between dream and reality DESIGN VLAANDEREN Brussel, Milaan, Luik,... 2009.
- In her Shoes MODEMUSEUM Hasselt, B 2009.
- Design Nature Luik, B 2010.
- Intersections ATOMIUM Brussel, B 2010.
- Ingewikkeld KLARISSENKLOOSTER Hasselt, B 2010.
- Let’s stick together, LABO, Istanbul, Turkije 2010.
- Let’s stick together, LABO, Design Vlaanderen Brussel, B 2010.
- Intersections. Belgian Design. Design September Atomium, B 2010.
- Tentoonstelling op SALONE INTERNATIONALE DEL MOBILE in Milaan, Italië met Design Platform Limburg 2011.
- Tentoonstelling op SALONE INTERNATIONALE DEL MOBILE in Milaan, Italië met Design Vlaanderen 2012.
- Beyond food and design, C-mine Genk B 2015.